# یواس‌اس اینکا (۱۹۱۱)
یواس‌اس اینکا (۱۹۱۱) (به انگلیسی: USS Inca (1911)) یک کشتی است که طول آن 100' می‌باشد. این کشتی در سال ۱۹۱۱ ساخته شد.